# Hypomecis spissata
Hypomecis spissata är en fjärilsart som beskrevs av W. Warren 1899. Hypomecis spissata ingår i släktet Hypomecis och familjen mätare. Inga underarter finns listade i Catalogue of Life.